# Per Bjørnø
Per Bjørnø (28 maggio 1927 – 2 marzo 1979) è stato un calciatore norvegese, di ruolo centrocampista.

## Carriera

### Club
Bjørnø vestì la maglia dello Ørn.

### Nazionale
Giocò 9 partite per la Norvegia. Esordì l'8 luglio 1949, nel pareggio per 1-1 contro la Finlandia.